# Läsande flicka

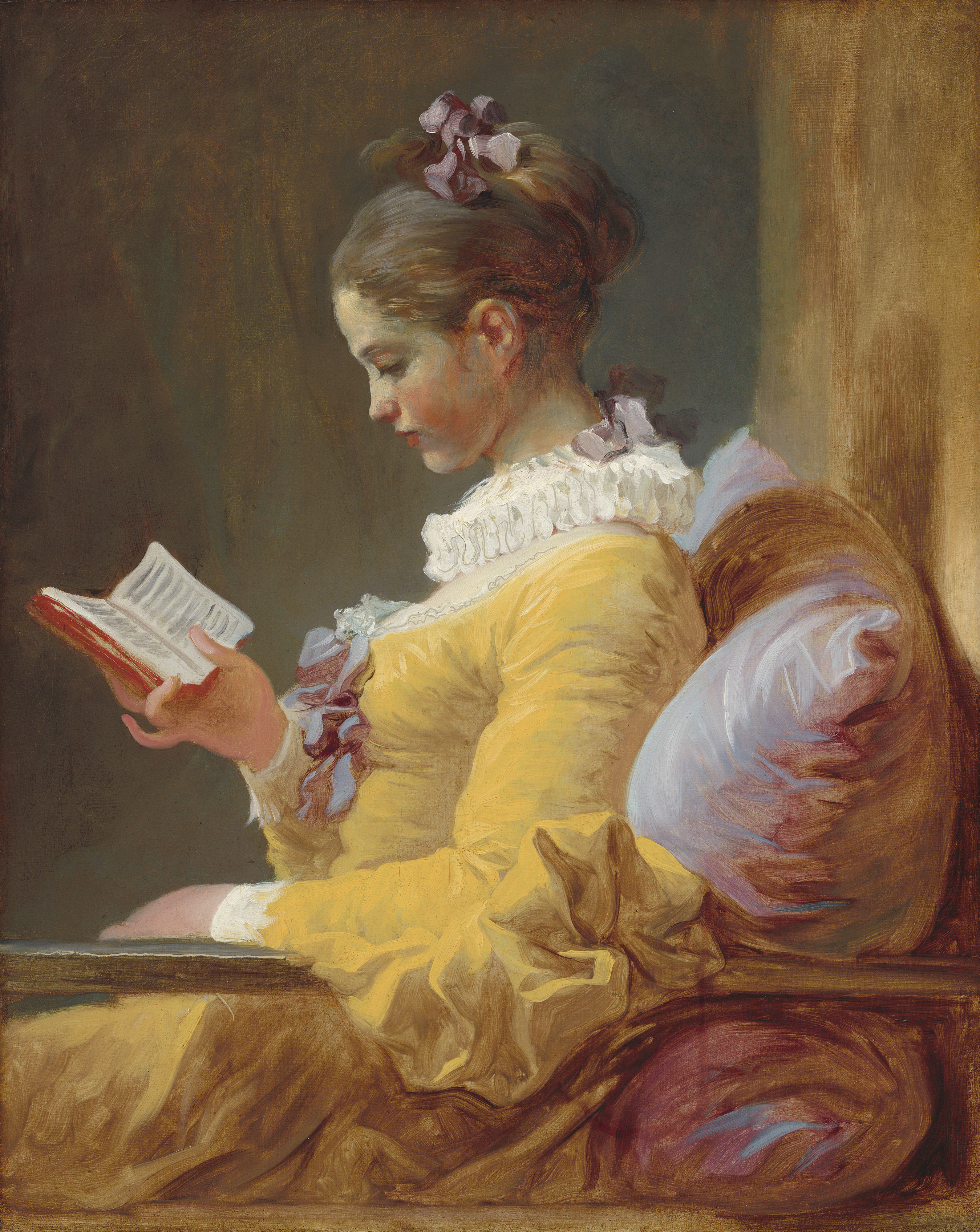
Läsande flicka.

Läsande flicka (franska: La Liseuse) är en oljemålning av den franske konstnären Jean-Honoré Fragonard. Den avbildar en oidentifierad flicka sittande i profil, klädd i en gul klänning med vid ryschkrage och manschetter och lila rosetter, som läser ur en liten bok, som hon håller i sin högra hand. Porträttet målades 1770 och ingår sedan 1961 i National Gallery of Art i Washington, D.C.